# Mitrophrys gynandra
Mitrophrys gynandra là một loài bướm đêm trong họ Noctuidae.